# MY SUGAR BABE
「MY SUGAR BABE」（マイ・シュガー・ベイブ）は、1980年10月21日に発売された山下達郎通算7作目のシングル。

## 解説
「MY SUGAR BABE」「DAYDREAM」両曲ともアルバム『RIDE ON TIME』からのシングルカット。
「MY SUGAR BABE」は山下がソロ以前に活動していたグループ、シュガー・ベイブをテーマにした歌。こうした歌を作ろうという思いはかなり以前から漠然とあり、アルバム『RIDE ON TIME』を作るにあたり今がその時だと思い、書いた作品だという。その後、日本テレビ系ドラマ『警視-K』の主題歌に使われ、シングル・カットされた。1994年にシュガー・ベイブのアルバム『SONGS』がオリジナル・マスターでCD化されたのにあわせて行われた『TATSURO YAMASHITA Sings SUGAR BABE』でシュガー・ベイブ時代のレパートリィとともに、クロージング・ナンバーとしてギターの弾き語りで演奏された。リマスター盤『RIDE ON TIME』にはドラマ『警視-K』用に録音されたインスト・ヴァージョンがボーナス・トラックで収録されたほか、『THE RCA ⁄ AIR YEARS LP BOX 1976-1982』の「SPECIAL BONUS DISC」にエンディングのタイトルバック用に録音されたショート・ヴァージョンが収録されている。
「DAYDREAM」は山下によれば吉田美奈子が提供した詞の最高傑作だとし、日本語の乗りにくい細かな譜割りのメロディーをクリアするために、アクリル・カラーのチャート表から詞を作り上げる発想は彼女以外には出来ないワザだという。
ジャケット表面には山下自身の、裏面には勝新太郎の写真がそれぞれレイアウトされている。

## 収録曲

### SIDE A
1. MY SUGAR BABE（マイ・シュガー・ベイブ）  –  (4:09)
  - 山下達郎 作詞・作曲・編曲
  - ©1980 SMILE PUBLISHERS INC.
  - 日本テレビ系『警視-K』主題歌

### SIDE B
1. DAYDREAM（デイドリーム）  –  (4:27)
  - 吉田美奈子 作詞 ⁄ 山下達郎 作曲・編曲
  - ©1980 SMILE PUBLISHERS INC.

## レコーディング

### MY SUGAR BABE（マイ・シュガー・ベイブ）
- 山下達郎  –  Electric Guitar (Right), Glocken & Background Vocals
- 青山純  –  Drums
- 伊藤広規  –  Bass
- 椎名和夫  –  Electric Guitar (Left)
- 笛吹利明  –  Acoustic Guitar
- 難波弘之  –  Keyboards
- 斉藤ノブ  –  Percussion

### DAYDREAM（デイドリーム）
- 山下達郎  –  Electric Guitar (Right), Percussion & Background Vocals
- 青山純  –  Drums
- 伊藤広規  –  Bass
- 椎名和夫  –  Electric Guitar (Left)
- 難波弘之  –  Keyboards
- 斉藤ノブ  –  Percussion
- 数原晋  –  Trumpet
- 中川善弘  –  Trumpet
- 向井滋春  –  Trombone (Incl.Solo)
- 粉川忠範  –  Tromnbone
- 村岡建  –  Tenor Sax
- 砂原俊三  –  Baritone Sax

## リリース日一覧
| 地域 | タイトル                                                           | リリース日     | レーベル  | 規格               | カタログ番号 |
| ---- | ------------------------------------------------------------------ | -------------- | --------- | ------------------ | ------------ |
| 日本 | MY SUGAR BABE（マイ・シュガー・ベイブ） / DAYDREAM（デイドリーム） | 1980年10月21日 | AIR ⁄ RVC | 7"シングルレコード | RAS-501      |

## 収録アルバム
| # | タイトル     | リリース日    | レーベル  | 規格 | 品番     | 備考                                    |
| - | ------------ | ------------- | --------- | ---- | -------- | --------------------------------------- |
| 1 | RIDE ON TIME | 1980年9月19日 | AIR ⁄ RVC | LP   | RAL-8501 | 「MY SUGAR BABE」「DAYDREAM」を収録     |
| 1 | RIDE ON TIME | 1980年9月19日 | AIR ⁄ RVC | CT   | RAT-8501 | - カセット同時発売 - アナログLPと同内容 |